# Ashterot

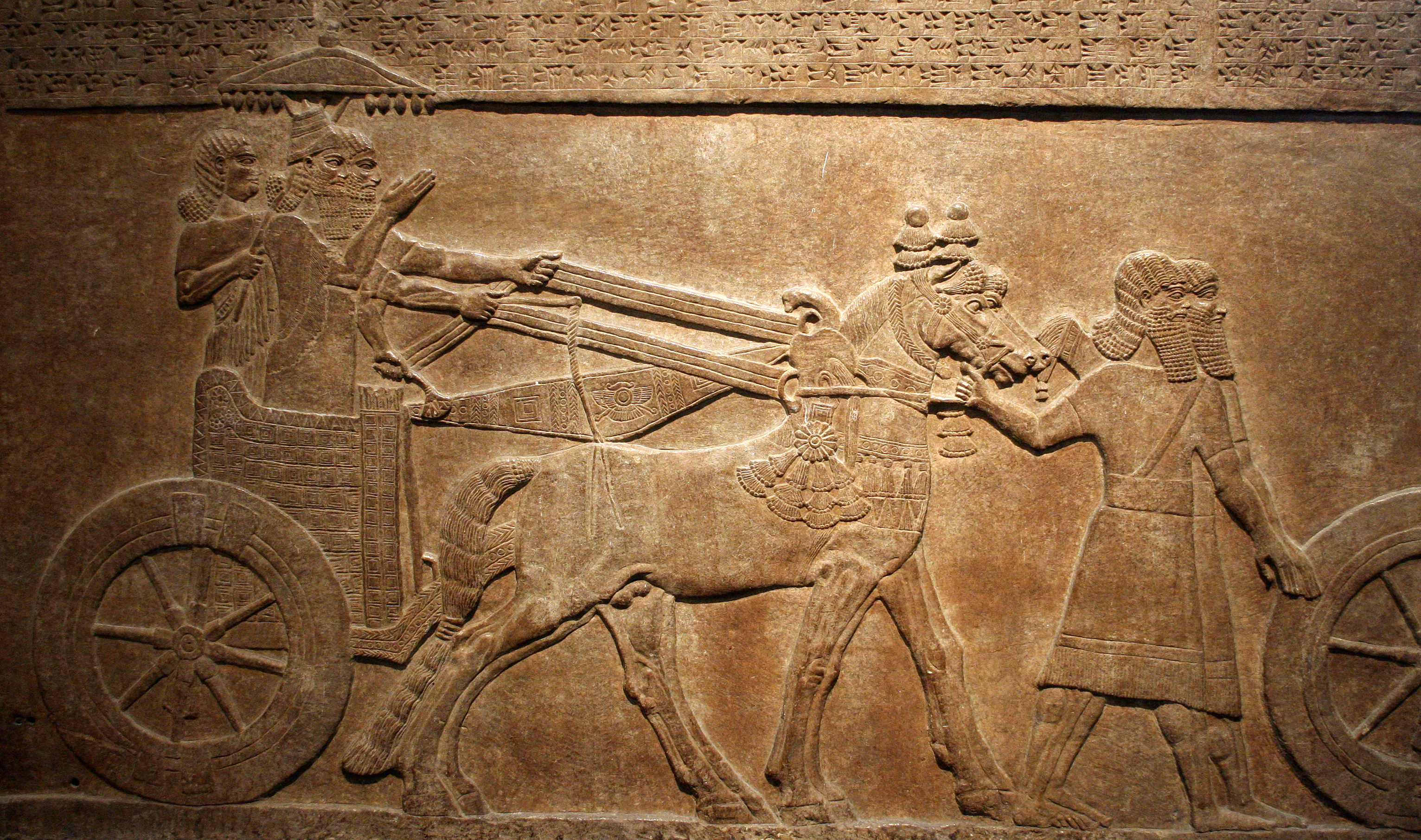
Bas-relief exposant la capture de la cité d'Ashterot par le roi Assirien Tiglath-Pileser en 730-727 av. J.-C.

Ashterot est le nom de deux villes citées dans la Bible hébraïque ou Ancien Testament, toutes deux sur le territoire de la demi-tribu de Manassé qui vit à l'est du Jourdain :
- l'une était la capitale d'Og, roi de Bashân,
- l'autre était la patrie de Job.

## Source
Cet article comprend des extraits du Dictionnaire Bouillet. Il est possible de supprimer cette indication, si le texte reflète le savoir actuel sur ce thème, si les sources sont citées, s'il satisfait aux exigences linguistiques actuelles et s'il ne contient pas de propos qui vont à l'encontre des règles de neutralité de Wikipédia.